# Dyrehaven, den romantiske skov
Dyrehaven, den romantiske skov er en dansk dokumentarfilm instrueret af Per Kirkeby og Jørgen Leth.
Filmen havde dansk biografpremiere den 12. juni 1970.
Filmen var en bestillingsopgave  i anledning af Dyrehavens 300 års jubilæum og kom i stand med støtte fra Jægersborg Skovdistrikt.
Med Henning Camre som filmfotograf vises Dyrehaven i statiske kameraindstillinger i løbet af de fire årstider.
Man ser elementer fra Dyrehavemalerierne, hjort og skovsø, men også barn og nøgen kvinde.
Skovrideren kommenterer årets gang, mens Henning Christiansen fungerede som komponist.
Den 39 minutter lange film er optaget på 16 millimeter i farver.
Per Kirkeby og Jørgen Leth sagde om filmen: "Det skal være en smuk film, som helt reelt skildrer naturen, og som også udnytter associationer, der er knyttet til Dyrehaven som begreb. Skelettet er årstidernes skiften, skildret i billeder. Med "billeder" menes enkelte billeder uden anden indbyrdes kontinuitet end den, som selve rammen, årstidernes skiften, giver. Ind i dette skelet bygger vi rent romantiske billeder som et associationsfelt, der ligesom rummer den historiske side af Dyrehaven. Dyrehaven er jo ikke en hvilkensomhelst skov, men en skov, som optager en stor plads i landets kunstneriske bevidsthed."
Filmens pasticheagtige karakter som dokumentarfilm har fået Helge Krarup og Carl Nørrested til at mene at den er "på kanten"  til være en eksperimentalfilm.
Leth og Kirkeby arbejdede sammen om en anden Dyrehave-arbejde, — tv-opsætningen fra 1979 af Adam Oehlenschlägers Sanct Hans-aftenspil. 